# Mikkel O. Pedersen
Mikkel Overgaard Pedersen, née le 26 janvier 1997 à Struer au Danemark, est un pilote automobile danois. Il participe à des courses de voiture de Grand tourisme dans des championnats tels que le Championnat du monde d'endurance FIA.